# اشلی سانچز
اشلی سانچز (انگلیسی: Ashley Sanchez؛ زادهٔ ۱۶ مارس ۱۹۹۹) بازیکن فوتبال اهل ایالات متحده آمریکا است.
وی همچنین در تیم‌های ملی فوتبال United States women's national under-17 soccer team و United States women's national under-20 soccer team بازی کرده‌است.